# Oh, the Mysterious
Oh, the Mysterious (en hangul, 의문의 일승; romanización revisada, Uimunui ilseung) es una serie de televisión surcoreana emitida desde el 27 de noviembre de 2017 hasta el 30 de enero de 2018 por SBS TV.

## Sinopsis
La serie sigue a Oh Il-seung, un hombre acusado infustamente de un crimen que no cometió y enviado a la cárcel, Il-seung ha pasado diez años en el corredor de la muerte, sin embargo un día logra escapar de prisión y de alguna manera termina convirtiéndose en el falso detective de policía Kim Jong-sam. Il-seung utiliza su nueva identidad para atrapar a los criminales y a los verdaderos responsables del crimen por el cual fue encarcelado.
En su búsqueda Il-seung conoce a la inteligente detective Jin Jin-young, una joven que se convierte en oficial de la policía para descubrir la verdad detrás de la muerte de su padre. Impresionado por Jin-young, Il-seung decide tratar de ser un verdadero detective.

## Reparto

### Personajes principales
- Yoon Kyun Sang como Kim Jong Sam / Oh Il Seung.[2]
  - Kim Kang-hoon como Jong Sam / Il Seung (niño).
  - Yoon Chan Young como Jong Sam / Il Seung (adolescente).[3]
- Jung Hye Sung como Jin Jin Young.[4][5]
  - Shin Yu Joon como Jin Young (adolescente).

### Personajes secundarios
Departamento de la Policía Metropolitana de Seúl
- Kim Hee-won como Park Soo-chil.
- Do Ki-suk como Kim Min-pyo.
- Kang Shin-hyo como Kwon Dae-woong.[6][7]
- Choi Won-young como Jang Pil-sung.
- Lim Hyun-shik como Cho Man-suk.

Instituto Mirae Kyungjae
- Jeon Guk-hwan como Lee Kwang-ho.
- Kim Young-pil como Ahn Tae-jung.

Compañía de comida
- Yoon Yoo-sun como Kook Soo-ran.
  - Kim Hye-yoon como Kook Soo-ran (de joven).
- Park Sung-geun como Kwak Young-jae.
- Oh Seung-hoon como Ki Myung-joong.
- Kim Dong-won como Baek Kyung.

### Otros personajes
- Jang Hyun-sung como Kang Chul-ki.
- Jeon Sung-woo como Scab.
- Kim Da Ye como Cha Eun Bi.
- Jeon Ik Ryung como Han Cha Kyung.
- Yoon Bok In como Yoo Kwang Mi.
- Choi Dae Hoon como Kim Yoon Soo.
- Moon Woo Jin como Han Kang.
- Jeon No Min como Jin Jung Gil.
- Yoon Na-moo como Song Il-chun.
- Lee Sang-yi como Lee Kyung-jae.
- Kwon Hwa-woon como Hyeon Jin-gyeom.
- Baek Eun-hye como enfermera.
- Tae Won-seok como un guardia de la prisión de Busan.
- Yoon Ji-min (aparición especial).[8]
- Yoo Jung-rae como Yeo Eun-joo.[9]

## Premios y nominaciones
| Año  | Categoría                                             | Premio                            | Nominado (a)   | Resultado |
| ---- | ----------------------------------------------------- | --------------------------------- | -------------- | --------- |
| 2017 | Top Excellence Award, Actor in a Monday–Tuesday Drama | 25th Drama Awards SBS Drama Award | Yoon Kyun-sang | Nominado  |
| 2017 | Excellence Award, Actress in a Monday-Tuesday Drama   | 25th Drama Awards SBS Drama Award | Jung Hye-sung  | Nominada  |

## Producción
La serie también es conocida como "Doubtful Victory", "Questionable Start" y "Mysterious Il-seung".
Es dirigida por Shin Kyung-soo, cuenta con el escritor Lee Hyun-joo, cuenta con el productor ejecutivo Kim Dong-rae.
Las filmaciones de la serie comenzaron en octubre.
Cuenta con el apoyo de la compañía de producción "RaemongRaein Co., Ltd.".
Desde su estreno la serie ha obtenido popularidad y recibido altos índices de audiencia, junto a series como "Witch’s Court" y "Two Cops".

## Emisión internacional
- Estados Unidos: TKC-TV (2017-2018) y KSCI-TV (2017-2018).
- Singapur: Sony One TV (2017-2018).